# 三重らせん

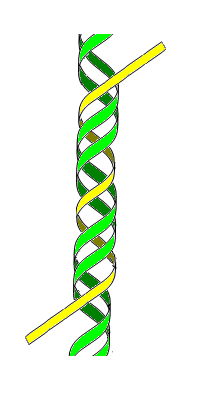
三本鎖DNAの構造

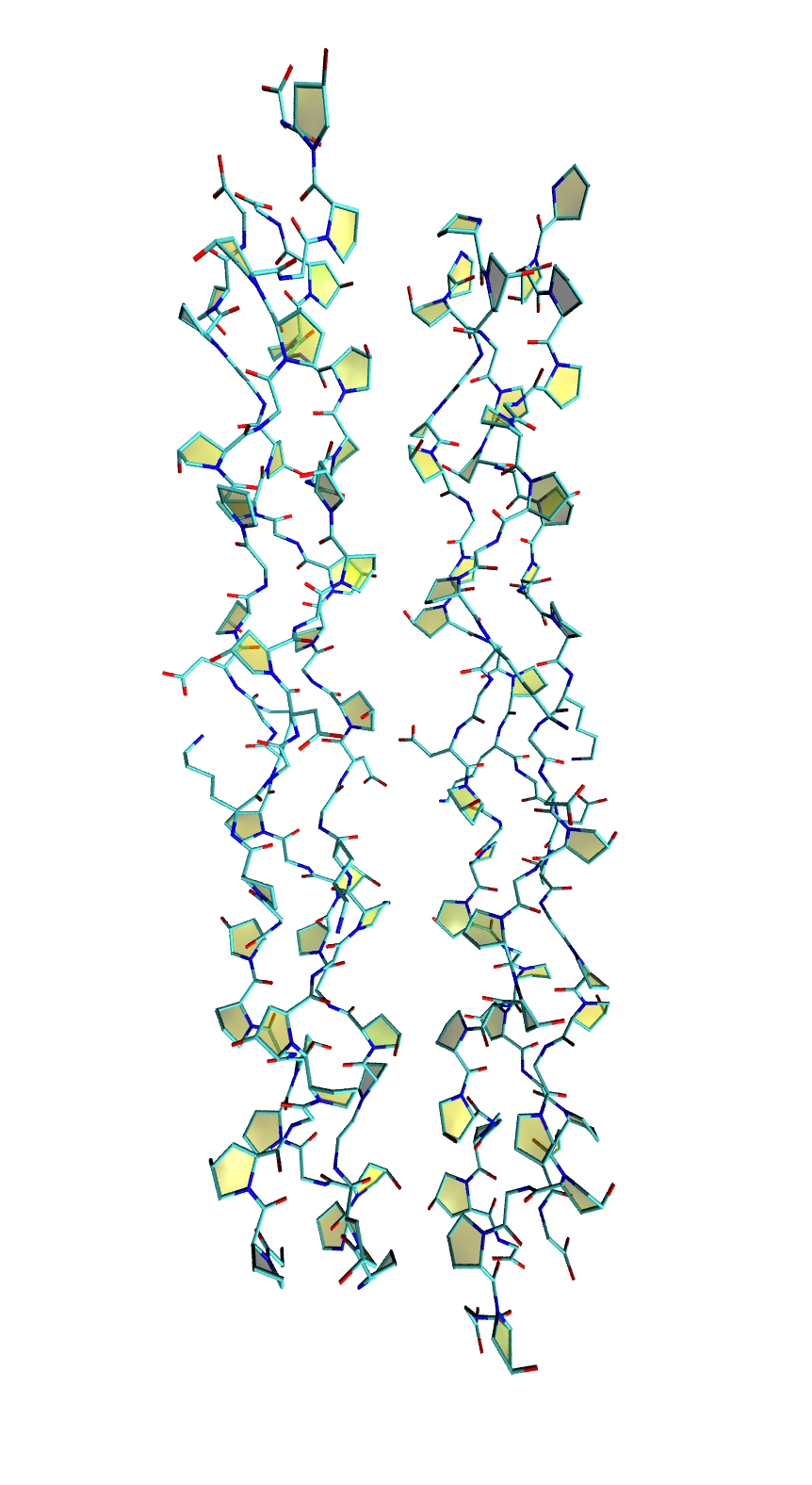
コラーゲンヘリックスは三重らせんであり、同じ軸の周囲にらせんを巻く3本のタンパク質ヘリックスから形成される。

幾何学と生化学において、三重らせん（さんじゅうらせん、英: triple helix）は、同じ軸を持ち、軸に沿った並進で区別される3つの合同ならせんの組である。三重らせんを構成する各らせんは中心軸から同じ距離を保っている。三重らせんは、単らせんと同様、その周期（ピッチ）、直径、巻きの方向によって特徴づけられる。三重らせんの例としては、三重鎖DNA、三重鎖RNA、コラーゲンヘリックス、コラーゲン様タンパク質などがある。

## 構造
三重らせんという名称は、3つの異なる螺旋から構成されていることによるものである。各らせんは同じ軸を持つが、軸の周囲に一定の角度で移動した関係にあるため同じ場所を占めることはない。一般的に、三重らせんはらせんを構成する分子のタイプによって区別される。例えば、コラーゲンタンパク質の3本の鎖から構成される三重らせんはコラーゲン三重らせんまたはコラーゲン三重鎖と呼ばれ、DNAの3本の鎖から構成される三重螺旋はDNA三重螺旋またはDNA三重鎖と呼ばれる。
他のタイプのらせんと同様、三重らせんには右巻きと左巻きの区別が存在する。右巻きらせんは、らせんの始点から終点まで軸の周囲に時計回りに移動する。左巻きらせんは右巻きらせんと鏡像関係にあり、始点から終点まで軸の周囲に反時計回りに移動する。らせん分子の始点と終点は、容易に変更することのできない、分子の特定の目印に基づいて定義される。例えば、らせんを形成するタンパク質の始点はN末端であり、一本鎖DNAの始点は5'末端である。
コラーゲン三重らせんは3本のコラーゲンペプチドから構成され、各ポリペプチドは左巻きのポリプロリンヘリックスを形成している。3本の鎖が合わさると、右巻きの三重らせんを形成する。コラーゲンペプチドはGly-X-Yの繰り返しで構成され、通常2番目の残基Xはプロリンで、3番目の残基Yはヒドロキシプロリンである。
三重鎖DNAは3本のDNA鎖から構成され、各鎖は糖/リン酸骨格をらせんの外側、塩基をらせんの内側に配置する。塩基は三重鎖の軸に最も近接した部分となり、骨格は最も離れた部分となる。3番目の鎖は、正常なDNA二重らせんに近い構造の主溝の部分に配置され、塩基はフーグスティーン型塩基対を形成するように配置される。同様に、三重鎖RNAは一本鎖RNAがRNA二重らせんと水素結合を形成することで形成される。二重らせんにはワトソン・クリック型塩基対が含まれ、3番目の鎖とはフーグスティーン型塩基対を形成する。

## 三重らせんを安定化する因子
コラーゲン三重らせんには、その安定性を増す特徴がいくつか存在する。Gly-X-Y配列のYの位置にプロリンが組み込まれると、翻訳後修飾によってヒドロキシプロリンへと変換される。三重らせん構造の中でY残基は溶媒露出部位に位置するため、ヒドロキシプロリンが水と有利な相互作用をすることで三重らせんは安定化される。また、個々のヘリックスは鎖間で形成されるアミド-アミド水素結合のネットワークによって保持されており、各水素結合は三重らせん全体の自由エネルギーに約-2 kcal/molの寄与をする。超らせんの形成は、重要なグリシン残基をらせん内部で保護するだけでなく、タンパク質全体を分解から保護している。
DNAやRNAの三重鎖の安定化に利用される力は、多くがDNA二重らせんの安定化に利用される力と同じである。核酸塩基がらせんの内側、軸に近い方向を向くことで、他の塩基と水素結合を形成する。中心部で結合した塩基は水を排除するため、疎水効果がDNA三重鎖の安定化に特に重要な役割を果たす。

## 生物学的役割

### タンパク質
コラーゲンスーパーファミリーのメンバーは細胞外マトリックスの主要な構成要素である。三重らせん構造はコラーゲン繊維に強度と安定性を与え、引張応力に対する強い耐性がもたらされる。コラーゲン繊維の持つ剛性は大部分の機械的ストレスに耐えるための重要な因子であり、高分子の結合や体全体での構造的支持に理想的なタンパク質となっている。

### DNA
三重鎖形成性オリゴヌクレオチド（triplex-forming oligonucleotide、TFO）と呼ばれる、二本鎖DNAの長い分子に結合して三重鎖を形成するオリゴヌクレオチド配列が存在する。TFOは遺伝子を不活性化したり、突然変異の誘導を助けたりすることがある。

### RNA
近年、三重鎖RNAの生物学的機能の研究が多くなされている。三重鎖RNAの生物学的役割としては安定性や翻訳の増大、リガンドの結合や触媒への影響などがある。三重らせんによってリガンドの結合が影響を受ける例としては、SAM-IIリボスイッチがある。SAM-IIリボスイッチでは、三重らせんによってS-アデノシルメチオニンの結合部位が形成される。テロメア（DNAの末端）の複製を担うリボヌクレオタンパク質複合体であるテロメラーゼには三重鎖RNA構造が含まれ、テロメラーゼの適切な機能に必要であると考えられている。MALAT1やカポジ肉腫関連ヘルペスウイルスのPAN RNAなどの長鎖ノンコーディングRNAの3'末端に位置する三重らせんは、ポリアデニル化テールを脱アデニル化から保護してRNAを安定化し、ヒトでの複数のがんやウイルスの病原性における機能に影響を与える。さらに、RNA三重鎖はポリアデニル化テールの3'末端の結合ポケットを形成することでmRNAを安定化する。